# 二苯基甲烷二異氰酸酯
亞甲基二苯基二異氰酸酯（英語：Methylene diphenyl diisocyanate），通常縮寫為MDI，是一種芳族二異氰酸酯。 三種異構體是常見的，隨著環周圍的異氰酸酯基團的位置而變化：2,2'-MDI，2,4'-MDI和4,4'-MDI。 4,4'異構體是應用最廣泛的，也被稱為4,4'-二苯基甲烷二異氰酸酯。這種異構體也被稱為純MDI。 MDI與多元醇在聚氨酯的生產中發生反應。 它是二異氰酸酯產量最高的，在2000年佔全球市場的61.3％。